# Ryan Dingle
Ryan Haynes Dingle (Steamboat Springs, 4 aprile 1984) è un hockeista su ghiaccio statunitense, milita come attaccante nei Fife Flyers, squadra della EIHL.

## Carriera
Ryan Dingle crebbe giocando in alcune formazioni della lega giovanile USHL fino al 2004, anno in cui si iscrisse all'Università di Denver. Con i Pioneers conquistò un campionato nazionale della NCAA dopo aver conquistato anche il titolo della WCHA. In tre stagioni a livello universitario Dingle fu autore di 98 punti in 119 incontri disputati.
Senza essere stato scelto al Draft Dingle nel 2007 entrò nell'organizzazione degli Anaheim Ducks, giocando in American Hockey League con le formazioni affiliate dei Portland Pirates e degli Iowa Chops, oltre ad alcune presenze in ECHL con gli Augusta Lynx. Nel Draft 2009 Dingle insieme a Chris Pronger e ad alcune scelte al primo giro fu ceduto ai Philadelphia Flyers in cambio di Luca Sbisa e Joffrey Lupul.
Dingle giocò la stagione 2009-2010 ancora in AHL con la formazione degli Adirondack Phantoms, principale farm team dei Flyers. Dopo un solo anno con 10 punti all'attivo in 54 partite Dingle per la stagione 2010-2011 ritornò in ECHL con la squadra canadese dei Victoria Salmon Kings.
Nella stagione 2011-2012 sbarcò in Italia dove fu ingaggiato dalla SG Cortina. Dopo un anno il contratto di Dingle fu rinnovato anche per la stagione 2012-13, aumentando il bottino personale da 40 a 48 punti complessivi fra stagione regolare e playoff. Nell'estate del 2013 fu ufficializzato il suo ritorno per una terza stagione a Cortina.
Nel 2015 dopo quattro stagioni lasciò l'Italia per trasferirsi ai Fife Flyers, squadra scozzese della EIHL.

## Palmarès

### Club
- National Collegiate Athletic Association: 1

University of Denver: 2004-2005
- Western Collegiate Hockey Association: 1

University of Denver: 2004-2005